# Jacob Moth-Poulsen
Jacob Moth-Poulsen (født 16. februar 1986) er en dansk skuespiller.

## Filmografi

### Film
| År   | Titel               | Rolle    | Noter |
| ---- | ------------------- | -------- | ----- |
| 2009 | Vølvens forbandelse | Viking 1 |       |
| 2015 | Rosita              | Jens     |       |